# Processo Claus

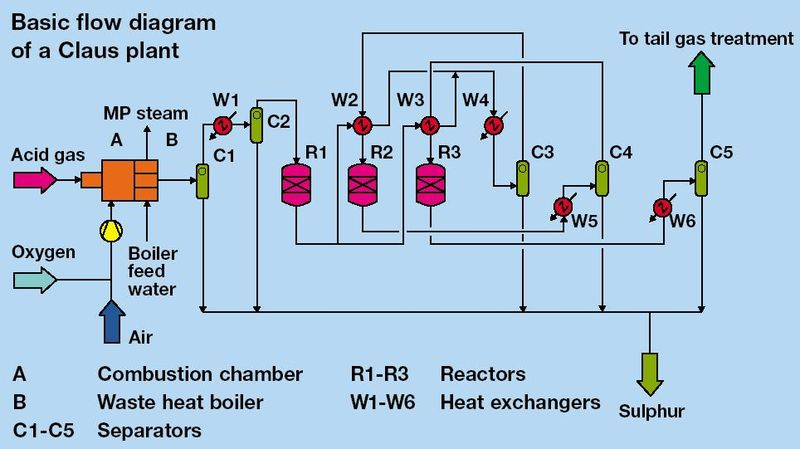
Diagramma del processo Claus

Il processo Claus è il processo più comune per la trasformazione dell'acido solfidrico, al fine di ottenere zolfo elementare.

## Caratteristiche
Composti a base di zolfo sono comunemente presenti nel gas naturale e nell'olio grezzo che viene estratto dai pozzi petroliferi. In genere, i composti solforati tal quali sono difficili da eliminare, per cui si procede a idrodesolforazione, il cui prodotto principale è l'acido solfidrico H2S. La sua eliminazione dalle correnti provenienti dai pozzi, siano esse gas, olio o una miscela di questi, è fondamentale ed è anzi uno degli stadi più delicati e pericolosi. L'acido solfidrico infatti è altamente tossico e per questo motivo viene sempre eliminato in impianti specifici prima del trattamento dell'olio in raffineria o nella distribuzione del gas metano adottando tutti gli organi di sicurezza appropriati.
L'H2S viene estratto dall'olio o dal gas naturale tramite composti amminici (MEA, DEA o TEA) e successivamente recuperato e trattato per ottenere zolfo elementare.
Il meccanismo di reazione è complesso e in genere è condotto in due stadi.
Nel primo reattore, detto reattore termico, a 1400 °C, avviene una reazione di ossidazione:
{\displaystyle \mathrm {H_{2}S+3/2\;O_{2}\leftrightarrows SO_{2}+H_{2}O} }
In questo reattore viene alimentato 1/3 di H2S totale e ossigeno in quantità stechiometrica.
Dopodiché a circa 230 °C avviene la reazione della SO2 prodotta con la residua parte di H2S (2/3 del totale) in uno o più reattori catalitici (tipici catalizzatori del processo Claus sono la bauxite e il vanadio) per produrre lo zolfo elementare:
{\displaystyle \mathrm {2\;H_{2}S+SO_{2}\leftrightarrows 3\;S+2\;H_{2}O} }
La conversione teoricamente raggiungibile non supera il 96-97%; volendo raggiungere un abbattimento dell'idrogeno solforato dell'ordine del 99,8%, come previsto dalle normative vigenti in Italia, il gas in uscita dall'impianto, detto "gas di coda" (in inglese "tail gas") e contenente ancora H2S e SO2 che non hanno reagito, viene mandato in impianti di trattamento dei gas di coda dove, brevemente, l'anidride solforosa viene ridotta, mediante idrogeno in un reattore catalitico, nuovamente ad H2S che viene riassorbito da una corrente di ammoniaca. L'ammoniaca va quindi alle unità di rigenerazione da dove l'H2S viene nuovamente liberato ed inviato in carica all'impianto Claus.  
Più semplicemente, veniva miscelato al "gas di raffineria"  e utilizzato per i consumi interni, ma questo rendeva pericoloso il "fuel gas" e determinava un aumento indesiderato di SO2 nei fumi.